# Piers Morgan On...
Piers Morgan On... è stato un programma televisivo britannico di genere documentario, in onda su ITV1 dal 2008 al 2010 e presentato dal giornalista Piers Morgan.
La trasmissione, sotto forma di reportage, era un reality show di informazione su viaggi e località visitate dall'ideatore della serie. Nel corso delle tre stagioni, Morgan ha visitato tra le altre: Dubai, Monte Carlo, Hollywood, Las Vegas, Marbella e Shanghai.

## Ospiti
Nei suoi viaggi il giornalista ha incontrato varie celebrità, i quali, o in cameo o sotto intervista, hanno partecipato ad alcuni episodi del programma.

## Episodi

### Prima stagione
| Data            | Episodio | Città             | Ospiti |
| --------------- | -------- | ----------------- | ------ |
| 15 gennaio 2008 | 1        | Sandbanks: Part 1 |        |
| 16 gennaio 2008 | 2        | Sandbanks: Part 2 |        |
| 17 gennaio 2008 | 3        | Sandbanks: Part 3 |        |

### Seconda stagione
| Data             | Episodio | Città       | Ospiti |
| ---------------- | -------- | ----------- | --- |
| 29 gennaio 2009  | 1        | Dubai       | |
| 5 febbraio 2009  | 2        | Monte Carlo | |
| 12 febbraio 2009 | 3        | Hollywood   | Vinnie Jones, David Hasselhoff, Sharon Osbourne, Melanie Brown, Alice Evans, Matt Goss, Ioan Gruffudd, Jane Seymour |

### Terza stagione
| Data            | Episodio | Città     | Ospiti                                        |
| --------------- | -------- | --------- | --------------------------------------------- |
| 9 gennaio 2010  | 1        | Las Vegas | Sylvester Stallone, Joan Rivers, Paris Hilton |
| 16 gennaio 2010 | 2        | Marbella  |                                               |
| 23 gennaio 2010 | 3        | Shanghai  |                                               |